# بركة كوي

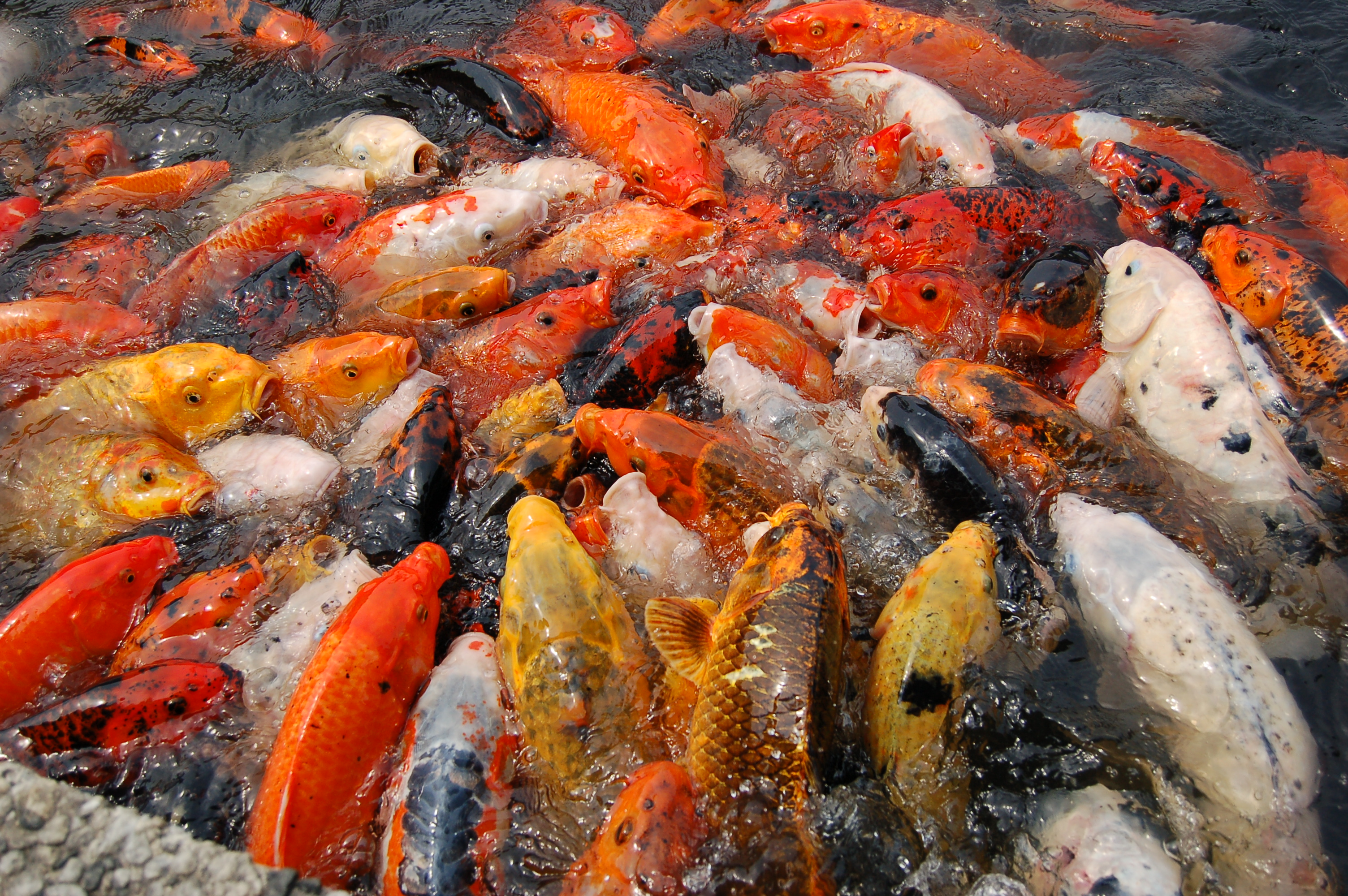
بركة كوي للزينة مليئة بأسماك كوي

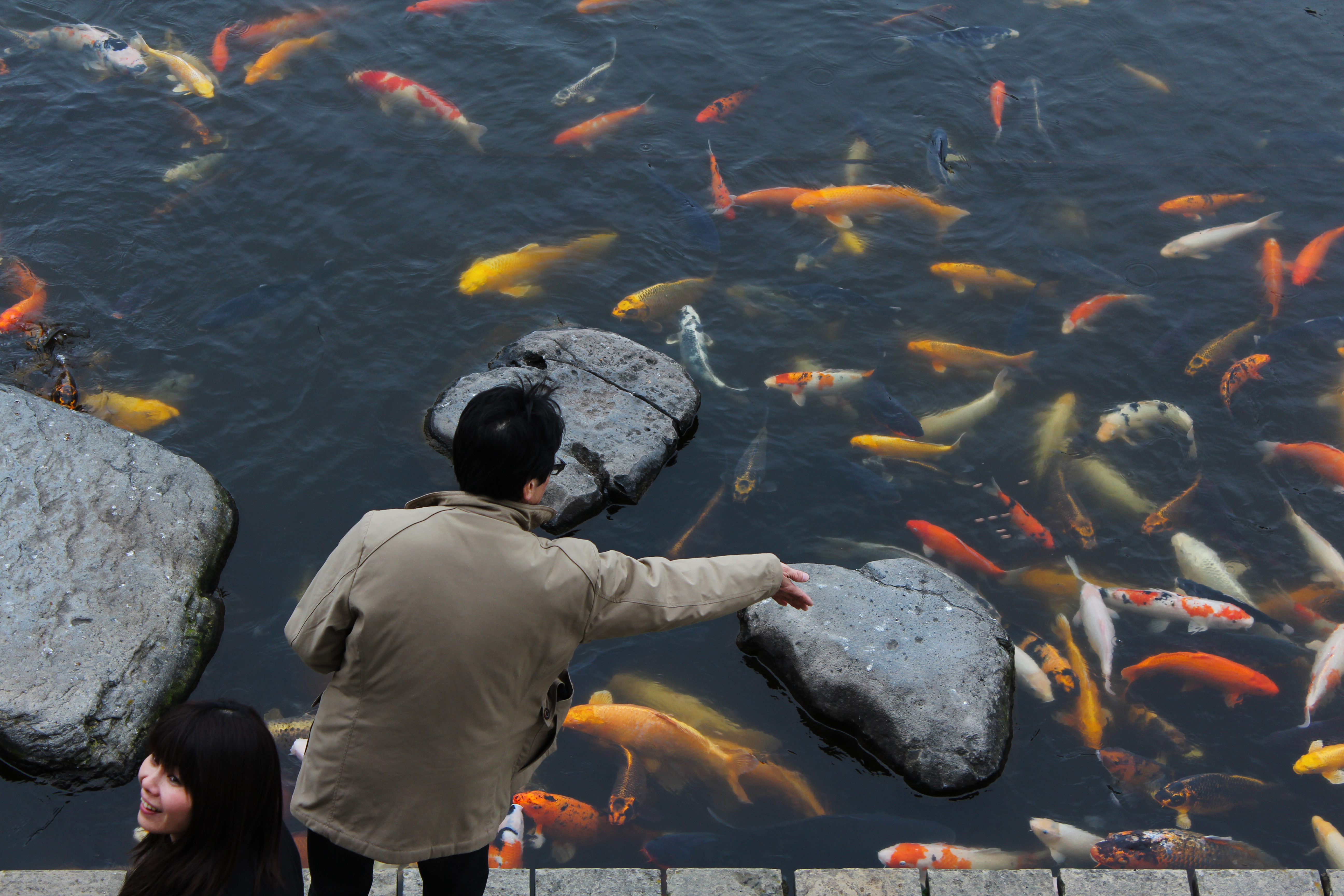
بركة كوي في ناغاساكي ، اليابان

برك كوي أو أحواض كوي هي أحواض أو برك مائية تستخدم لملئها بأسماك كوي، عادة يكون الهدف من وراء بناء هذه البرك هو لأن تكون جزء من مشهد حضري (بصري) . يمكن تصميم برك كوي خصيصًا لتعزيز صحة ونمو أسماك الشبوط اليابانية المخصصة للزينة، التي تعرف أيضا باسم أسماك النيشيكيغوي.
يمكن أن يكون لهندسة بركة أسماك كوي تأثير كبير على صحة ورفاهية أسماك كوي. غالبًا ما تدور ممارسة تربية أسماك الكوي حول «إنهاء» أسماك كوي في الوقت المناسب. مصطلح 'الإنهاء' هذا يعني أن الأسماك وصلت إلى أعلى ومنتهى إمكانياتها (أي يتم تربية هذه الأسماك حتى تصل الأجيال الناتجة إلى شكل معين). تعقد نوادي أسماك الكوي عروضاً حيث يقوم مربي أسماك الكوي بإحضار أسماكهم وعرضها للحكم عليها.

## مكونات

### المقصوصة
تسمح المقصوصة بسحب الماء من على سطح البركة. تقوم بتجميع الأوراق وغبار الطلع والأغصان والأغذية غير المأكولة وجميع أنواع الحطام العائم الأخرى. عادةً ما تحتوي المقصوصة على جزء الذي هو عبارة عن سلة تجميع الحطامات العائمة هذه وعلى باقي النفايات، حيث يمكن تفريغ السلة بسرعة على أساس منتظم للسماح للمقصوصة بالعمل بشكل صحيح وكما يجب. تحتوي معظم أنواع المقصوصات العائمة أيضًا على رغوة توضع تحت السلة لتصفية الجسيمات الدقيقة بالحجم.

### تصريف القاع
المصاريف المائية القاعية غير مطلوبة عند بناء الحدائق المائية، ولكنها مفيدة جدًا في بنية برك الكوي. عند إستخدامها في بركة لا تحتوي على صخور في القاع، يسمح التصريف القاعي بنقل المواد الصلبة الثقيلة إلى جهاز الترشيح الميكانيكي. بالإضافة إلى ذلك، يتم تجهيز العديد من المصاريف المائية القاعية مع أجهزة تهوية، مما يضيف الأكسجين المشبع إلى البركة، وهو أمر مطلوب توفره.

### جهاز ترشيح (فلتر) ميكانيكي
يمكن أن يتواجد جهاز الترشيح (الفلتر) الميكانيكي بعدة طرق مختلفة. وظيفة هذا الجهاز هي احتجاز المواد الصلبة، ومنعها من القيام بتعويق عمل جهاز الترشيح (الفلتر) البيولوجي. يجب غسل جهاز الترشيح (الفلتر) الميكانيكي أو تنظيفه بشكل كلي كثيرًا. تشمل أنواع أجهزة الترشيح الميكانيكية (أجهزة الفلتر) بشكل عام على الأجزاء التالية: مروحة، فراشي، حصيرة، والرمل والحصى، وشاشة الغربال (للتنخيل)، وحجرة التسوية.

### جهاز ترشيح (فلتر) بيولوجي
تقوم أجهزة الترشيح (الفلترات) البيولوجية بتحويل المخلفات النيتروجينية من الأسماك. تسمى هذه الدورة دورة النيتروجين. يمكن إنشاء مرشح حيوي بعدة طرق مختلفة. من المهم جدا أن يفهم الشخص، الذي سيقوم بتربية أسماك الكوي، كيفية تنظيف جهاز الترشيح قبل أن يقوم بتركبيه. التنظيف السليم والمنتظم على كامل الوجه لأجهزة الترشيح الميكانيكية والبيولوجية هو أمر بالغ الأهمية لتربية أسماك كوي صحية وذات جودة. تنقسم أنظمة الترشيح (الفلترات) الحيوية في بعض الأحيان إلى مجموعات فرعية مثل الهوائية أو غير الهوائية. أنواع من أنظمة الترشيح (الفلترات) الحيوية تشمل: 
- جهاز الترشيح المتحرك - مهوى
- دش بكي أو جهاز ترشيح (فلتر) تنقيطي - مهوى
- جهاز ترشيح (فلتر) الرمل - غير مهوى
- ترشيح جريان تقاطعي - بشكل عام يكون نوعه غير مهوى
- جهاز الترشيح الخرزة

### ضوء أشعة فوق بنفسجية
يتم استخدام ضوء الأشعة فوق البنفسجية لجعل الطحالب تتلبد (تتشكل على شكل كتل)، بحيث يمكن إزالتها بالتالي عن طريق جهاز الترشيح الميكانيكي. جهاز التعقيم بالأشعة فوق البنفسجية يقوم أيضًا بقتل وإبادة البكتيريا الطافية على سطح مياه البركة.

### مضخات الماء والهواء
تقوم مضخات المياه بنقل المياه خلال نظام الترشيح (الفلتر) وإعادته إلى البركة بأسلوب تدويري. الأمر المهم الذي يجب فهمه حول المضخات هو أنها يجب أن تكون مناسبة لحجم البركة وحجم نظام الترشيح (الفلتر). عندما يتم أخذ الضغط الخلفي الكلي في نظام بركة أسماك الكوي بعين الاعتبار، يجب على المضخة أن تقوم بتدوير الحجم الكلي للمياه في البركة مرة واحدة على الأقل في غضون الساعة الواحدة من أجل الحصول على جودة مياه مناسبة. يمكن استخدام مضخة هواء لزيادة كمية الأكسجين المذاب. في بركة كوي مزدحمة بأسماك الكوي بكثرة، تعتبر مضخة الهواء جزء ضروري.

## روابط خارجية
- أندية كوي المرتبطة بالولايات المتحدة